# Völgyesi Lajos
Völgyesi Lajos (Budapest, 1947. március 15. –) geofizikus, egyetemi tanár, a Magyar Tudományos Akadémia rendes tagja.

## Életpályája
Az Üllői Általános Iskola befejezése után középiskolai tanulmányait a budapesti Kölcsey Ferenc Gimnáziumban folytatta. Egyetemi tanulmányait a Műegyetemen majd az Eötvös Loránd Tudományegyetem Természettudományi Karán végezte, ahol 1971-ben szerzett geofizikus diplomát. 1975-ben az Eötvös Loránd Tudományegyetemen természettudományi doktor címet kapott, 1994-ben lett a földtudomány Kandidátusa, 2004-ben a Budapesti Műszaki és Gazdaságtudományi Egyetemen habilitált doktor, 2006-ban a Magyar Tudományos Akadémián a tudományok doktora, 2019-ben a Magyar Tudományos Akadémia levelező, 2025-ben rendes tagjává választották. Első munkahelyén, a Magyar Állami Eötvös Loránd Geofizikai Intézetben rövid ideig matematikusként dolgozott, majd ezt követően 1972-től egyetemi tanársegédként a Budapesti Műszaki Egyetem Építőmérnöki Karának Felsőgeodézia Tanszékére került. Itt 1978 és 1994 között egyetemi adjunktus, majd az Általános- és Felsőgeodézia Tanszéken 1994-től egyetemi docens, 2008-tól egyetemi tanár, 2016-tól professor emeritus.

## Munkássága
A Műegyetemen több évtizede oktatja többek között a Geofizika, Fizikai Geodézia, Gravimetria, Mérnökszeizmológia és a Geodinamika tantárgyakat. Hosszú ideje rendszeresen a BME Építőmérnöki Karának legjobb előadója, illetve oktatója elismerést kapja.
Fontosabb kutatásai a fizikai és elméleti geodézia, valamint a geofizika különböző területeire koncentrálódnak. Az 1970-es évek elején a BME Felsőgeodézia Tanszékén az Eötvös-inga geodéziai alkalmazásával kapcsolatosan indított vizsgálatai mára meghatározó erejű, széles fronton folyó kutatásokká bővültek. Vezetésével Magyarországon kialakult egy olyan tudásbázis, amely kellő elhivatottsággal és tudással rendelkezik Eötvös Loránd munkásságának folytatásához. Fontos kutatási területei a geoid időbeli változása és a nagyobb geoidanomáliák fizikai hátterének magyarázata, a 4 dimenziós geodézia geofizikai alapjai, de emellett jelentős tudományos eredményekkel rendelkezik a Föld forgási jelenségeinek vizsgálata, a földtudományi matematika, a vetületi rendszerek közötti transzformációk, és a mérnökszeizmológia területén is. 2010 óta a svájci ETH Zürich munkatársaival olyan új csillagászati-geodéziai módszer és műszer fejlesztésében vesz részt, amely az eddigi tapasztalatok alapján forradalmi változások elindítója lehet a nehézségi erő pontos irányának és a geoid finomszerkezetének meghatározásában.
2017-ben fizikus kollégáival fontos kísérletsorozatot kezdtek az ún. gyenge ekvivalencia-elv igazolására az Eötvös-kísérlet újramérésével.

## Közéleti tevékenysége
1969 óta a Magyar Geofizikusok Egyesületének tagja, 1974-től az Eötvös Loránd Fizikai Társulat tagja, 1976-tól a Magyar Földmérési, Térképészeti és Távérzékelési Társaság tagja, 1985 és 1994 között az MTA Geonómia Tudományos Bizottság tagja. Több cikluson keresztül tagja volt az Integrated Inverse Gravity Modelling nemzetközi munkacsoportnak, az IUGG MNB IAG Szekciójának, az MTA GTB Kozmikus Geodéziai- és a Térinformatikai Albizottságának, 1994-től az MTA Köztestületének.
1995-1997 között BME Építőmérnöki Kar Általános dékánhelyettese, 1997-ben a Kar Oktatási dékánhelyettese valamint a BME számos bizottságának tagja, titkára, és vezetője volt.
Jelentős közéleti tevékenységet végzett a sport területén is, volt a Műegyetemi Evezős Club elnöke, a Magyar Kajak-kenu Utánpótlás Válogatott menedzsere, hosszú időn keresztül a MAFC Elnökség tagja, a Felügyelő Bizottságának elnöke, jelenleg is a Vízilabda Szakosztály tanárelnöke, a MAFC Örökös Tagja.
2004-től a Periodica Polytechnica Civil Engineering Szerkesztőbizottság tagja; korábban az Acta Geodaetica et Geophysica folyóirat szerkesztõbizottságának-, jelenleg a tanácsadó testületének tagja.
Több nemzetközi szervezet, így az International Association of Geodsy-, az American Geophysical Union-, az International Association for Mathematical Geosciences-, és az International Lithosphere Program tagja.
2007-től a Magyar Földmérési, Térképészeti és Távérzékelési Társaság Geodéziai Szakosztályának elnöke, 2003 és 2008 között a Magyar Tudományos Akadémia Felsőgeodéziai és Geodinamikai Tudományos Albizottságának elnöke, 2008 és 2011 között a  Geodéziai Tudományos Bizottságának társelnöke, 2011 és 2017 között elnökhelyettese. 2015-től az MTA Földtudományi Doktori Bizottságának tagja, 2017-től a Magyar Tudományos Akadémia Geodéziai és Geoinformatikai Tudományos Bizottságának elnöke.

## Díjai, elismerései
- A Magyar Népköztársaság Minisztertanácsa által adományozott kitüntető jelvény (1989)
- Széchenyi Professzori Ösztöndíj (2000-2003)
- Akadémiai Díj (2011)
- Fasching Antal-díj (2013)
- Magyar Egyetemi-Főiskolai Sportszövetség Hajós Alfréd Aranyplakettje (2017)
- Apáczai Csere János-díj (2017)

## Családja
Nős, felesége Böröcz Ágnes fogorvos, házasságából két leánygyermeke született, Lívia és Adrienn.

## Főbb publikációi
- Geofizika, Műegyetemi Kiadó (2002)
- A felsőgeodézia elmélete és gyakorlata, társszerzőként, HM Zrinyi Kiadó (2013)
- Mathematical Geosciences, társszerzőként, Springer Kiadó (2018)
- Hybrid Imaging and Visualization, társszerzőként, Springer Kiadó (2020)

## További publikációk
- EÖTVÖS-INGÁK - GEOFIZIKAI-GEODÉZIAI MŰSZERFEJLESZTÉS ÉS INNOVÁCIÓ A MAGYAR OPTIKAI MŰVEKNÉL, 2019